# Gouvernement de coalition
Pour les articles homonymes, voir Coalition.
 (juillet 2024).

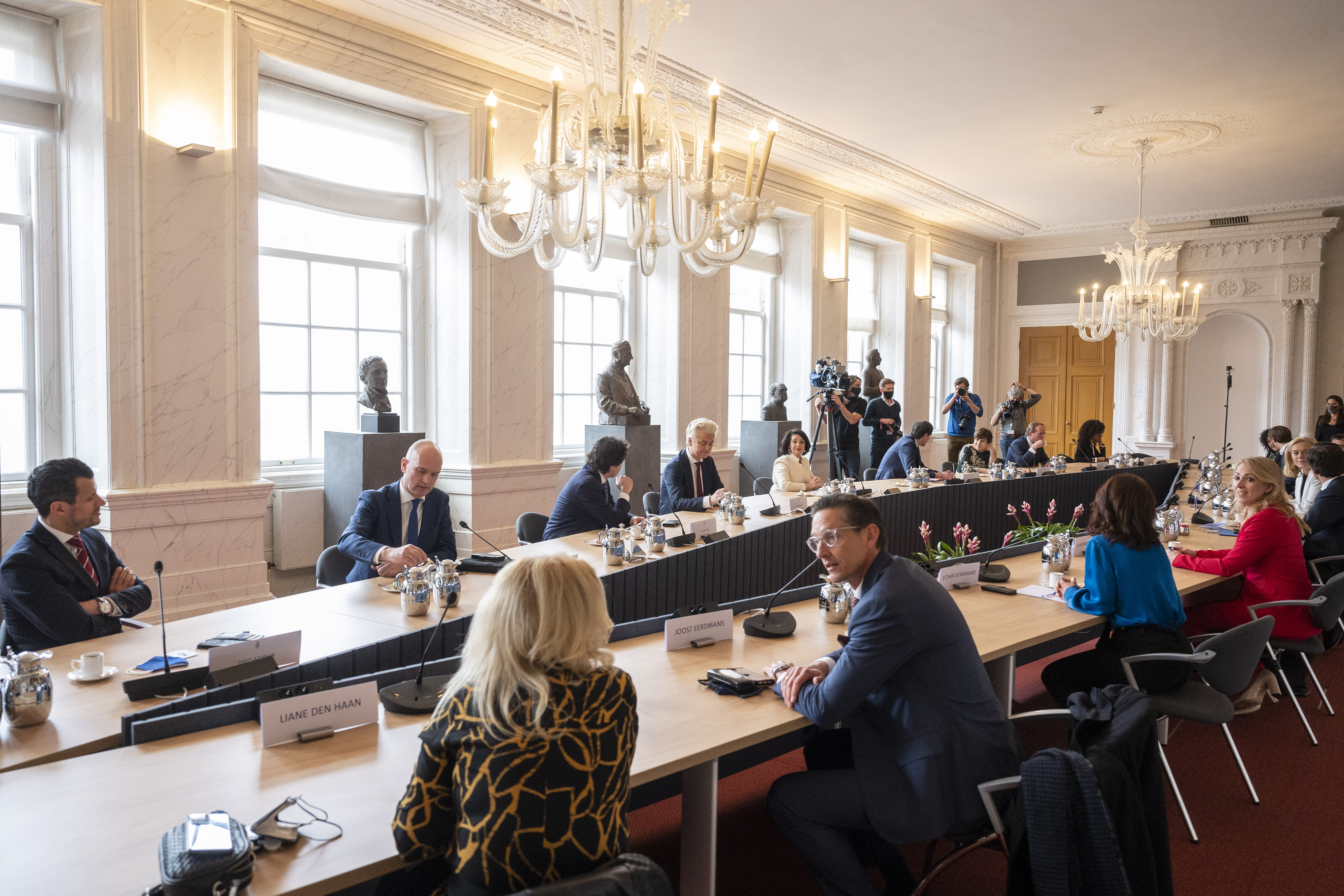
Aux Pays-Bas, à la suite des élections législatives de 2021, les chefs des différents groupes parlementaires se réunissent afin d'évoquer la composition du futur gouvernement, soutenu par plusieurs partis.

Par opposition au gouvernement homogène, un gouvernement de coalition est un gouvernement formé par des représentants de plusieurs partis politiques.
Un gouvernement de coalition est un gouvernement parlementaire constitué par des membres de plusieurs partis qui ont accepté de coopérer en formant une coalition. La raison habituelle d'un tel arrangement est qu'aucun parti seul n'a suffisamment de députés pour constituer une majorité au parlement. Également, en temps de crise comme une guerre ou une crise politique ou économique majeure, des partis peuvent former un gouvernement d'union nationale, ou une grande coalition. Une coalition se fonde toujours sur un accord, appelé pacte de coalition.
On parle de coalition solide si celle-ci s’est formée en amont des élections, les différents partis s’étant fait élire ensemble, après avoir fait campagne autour d’un programme commun. Ce type de coalition génère généralement peu de problèmes puisque la coopération est née dans la compétition : la coopération parlementaire suit la coopération électorale. Ainsi, une coalition est dite fragile lorsqu’elle se forme devant le parlement, par des partis faibles et indisciplinés, et dont la dissolution sera rapide.
Le contexte d'émergence d'un gouvernement de coalition est celui d'un système pluraliste : le nombre élevé de partis implique qu'ils forment des coalitions pour accéder au pouvoir.

## Justification
À l’inverse du régime présidentiel, dans lequel l’assemblée a l’initiative législative et le président peut bloquer une décision avec son véto, dans les régimes parlementaires, l’initiative appartient généralement au gouvernement et la décision finale revient au parlement. Le caractère collégial de gouvernement en régime parlementaire implique une diversité de situations quant à sa structure partisane. En l’absence de majorité d’un seul parti au parlement, les gouvernements de coalition sont la situation la plus souvent observée.
Ainsi une coalition est nécessaire lorsqu'aucun parti ne détient la majorité lui permettant de gouverner seul. Pour y remédier, un ou plusieurs partis sont contraints de s’allier afin d’obtenir une majorité et de pouvoir gouverner (voir exemples ci-dessous).
En général, cette situation apparaît d’une part parce qu’il existe un grand nombre de partis, ou d’autre part parce que le mode de scrutin ne permet pas, ou rend difficile de dégager une majorité solide.
De fait à l'échelle mondiale, entre 1945 et 2002, les situations minoritaires sont les plus courantes. En effet, elles représentent plus de 56% des situations observées. Ainsi, les gouvernements faisant face à cette situation deviennent alors soit minoritaires, de coalition ou même les deux.
Cependant il est important de préciser que les gouvernements prennent le plus souvent la forme de coalition.
Il est de même intéressant de constater que les gouvernements de coalitions ne sont pas moins long en termes de durée que les gouvernements mono-partisans.

## Fonctionnement
Un gouvernement de coalition peut se subdiviser en trois catégories principales : la coalition majoritaire proprement dite, la coalition quasi majoritaire et la coalition à soutien majoritaire. Chacune a des particularités spécifiques selon à la façon dont elle a été formée et s’organise.
- La coalition majoritaire se forme lorsqu’aucun parti n’obtient la majorité absolue. Dans ce cas, il est nécessaire d’établir une alliance entre deux partenaires (au minimum) afin qu’une majorité se forme et puisse ainsi gouverner. Dans ce cas, la coalition peut être établie dès le moment de l’élection ou être nouée au parlement. Ainsi, une coalition établie devant l’électorat, dite “coalition solide” prend place dès la campagne électorale dans laquelle deux ou plusieurs partis expriment leur volonté de gouverner ensemble. C’est une pratique courante dans les pays utilisant les scrutins de type majoritaire. Cependant, une coalition établie au parlement, dite “coalition fragile” advient lorsque plusieurs partis bénéficient d’un nombre restreint de députés et sont dans l’obligation de former une coalition afin que le pays dispose d’un gouvernement. Ce type de coalition est considéré comme fragile puisqu’elle ne repose pas sur des éléments stables. En effet, le risque qu’un ou plusieurs partis se retire et que le gouvernement tombe puisqu’il ne dispose plus de majorité est pesant, puisque menacé au moindre désaccord entre les différents partis.
- La coalition quasi majoritaire, plutôt rare, advient lorsque les groupes parlementaires souhaitent établir une coalition large, reposant sur un certain nombre de compromis afin que la majorité constituée ne soit pas affaiblie en cas de défection de quelques voix. Aussi, des coalitions quasi majoritaires peuvent être soutenus par d’autres partis qui, pour des raisons internes, ne souhaitent pas entrer dans le gouvernement mais accordent quelques voix afin de franchir le seuil de la majorité.
- La coalition minoritaire à soutien majoritaire reprend à son compte les voix d’un parti qui, pour des raisons qui lui sont propres, ne désire pas partager de façon visible des responsabilités gouvernementales. Pour illustrer ce propos, le cas de la Quatrième République est pertinent, puisque cette forme de coalition y était répandue. Plusieurs gouvernements tels que Pleven II, Faure I et Mendès France étaient minoritaires mais étaient assurés du soutien socialiste, qui ne souhaitait pas participer au gouvernement. Ceci est tout de même propre à la IVe République, à quelques exceptions près, puisqu’il s’agit d’une situation très inconfortable pour un gouvernement qui se retrouve prisonnier de la majorité d’investiture qui l’a mis en place, et est contraint de faire des concessions pour la garder.

### Allemagne
La loi fondamentale de la République fédérale d’Allemagne a été adoptée à Bonn en mai 1949. Lors de la réunification du 3 octobre 1990, la Grundgesetz, pensée initialement dans un contexte de transition politique conserve sa valeur constitutionnelle jusqu’à aujourd’hui et fixe l’organisation et le fonctionnement du nouvel État allemand réunifié. La loi fondamentale allemande est une réaction à l’échec de la République de Weimar et à l’horreur du régime national-socialiste d'Adolf Hitler.
Cette loi fondamentale permet de comprendre le déroulement des élections législatives fédérales et par conséquent le paysage politique qui découle du mode de scrutin. L’article 39 prévoit un mandat de 4 ans pour les membres élus au Bundestag, chambre basse du Parlement allemand. Celle-ci est composée d’au moins 598 membres élus au scrutin mixte (299 au scrutin uninominal majoritaire et 299 au scrutin proportionnel plurinominal) à un tour. Les résultats du scrutin proportionnel déterminent s’il y a des mandats surnuméraires et par conséquent plus de 598 députés élus.
En Allemagne, deux forces dominent le paysage politique : l'Union chrétienne-démocrate d'Allemagne (CDU) et son parti frère l'Union chrétienne-sociale en Bavière (CSU) et le Parti social-démocrate d'Allemagne (SPD). Toutefois, le mode de scrutin proportionnel rend très difficile l’obtention d’un majorité absolue au Bundestag. Celui-ci est chargé d’élire le chancelier (le chef du gouvernement). Les coalitions majoritaires sont donc la norme et permettent de gouverner l’Allemagne dont on reconnaît la stabilité des gouvernements. Ils se forment autour de la CDU/CSU (Union) ou du SPD. En fonction des résultats des élections, il y a deux cas de figure. Si une des deux principales forces obtient une majorité relative importante, elle cherche à s’allier avec le Parti libéral-démocrate (FDP), l'Alliance 90 / Les Verts ou la gauche radicale, Die Linke, dans le cadre d’une coalition. Si la majorité relative obtenue par les deux principles forces politiques est mince, elles peuvent être amenées à gouverner ensemble dans le cadre d’une « grande coalition » CDU/CSU-SPD.
De Konrad Adenauer en 1949 à Angela Merkel en 2019, la République fédérale d’Allemagne a toujours été dirigée par un gouvernement de coalition. À quatre reprises se sont formées des « grandes coalitions » (« Große Koalition »). La première eu lieu entre 1966 et 1969 et est une réponse aux désaccords entre chrétiens-démocrates et libéraux en matière de fiscalité. Ces derniers quittent le gouvernement de Ludwig Erhard (CDU) et Kurt Georg Kiesinger (CDU) devient nouveau chancelier à la tête d'une « grande coalition ».
Plus récemment, Angela Merkel s’est retrouvée à la tête de gouvernements de coalition à trois reprises. En 2005, Gerhard Schröder n’obtient pas la confiance du Bundestag et des élections anticipées sont convoquées. La CDU/CSU remporte les élections avec 35,2 % des suffrages, au coude à coude avec le SPD (34,3% des suffrages). Le FDP, avec un résultat de 9,8 %, ne pèse pas suffisamment lourd afin d’être une force d’appoint. Les tractations excluent une coalition de trois partis et aboutissent sur la formation d’une « grande coalition » avec la signature d’un accord de majorité et une égale répartition des ministères au cabinet dirigé par Angela Merkel. Les élections de 2009 évincent le SPD et propulsent le FDP (meilleur résultat depuis 1949). La « grande coalition » prend fin.
C’est en 2013 qu’on perçoit réellement le rationalisme parlementaire allemand et ses effets. Les chrétiens-démocrates et Angela Merkel obtiennent le meilleur résultat de leur histoire avec 41,5 % des suffrages. Le FDP, présent dans le cabinet Merkel II, ne dépasse pas les 5 % et n’entre pas au Bundestag. Lorsque l’on se penche sur les résultats, on s’aperçoit qu’une partie importante de l’électorat du FDP a déplacé son vote en faveur CDU/CSU qui a donc, d’une certaine façon, « phagocyté » son allié. Victime de son succès, l'Union se retrouve contrainte à former une majorité de coalition avec le SPD.
La plus récente « grande coalition » intervient dans un contexte politique particulier. La CDU/CSU (32,9 % de suffrages) est affaiblie mais remporte les élections. Avec le SPD (20,5 %), les deux forces politiques enregistrent leur pire score depuis 1949. l'Alternative pour l'Allemagne (AFD) fait son entrée au Bundestag et constitue la troisième force politique du pays devant le FDP, une première pour un parti d’extrême droite. Le FDP, de retour, refuse d’entrer dans une coalition dite « jamaïcaine » avec la CDU/CSU et les Verts (jaune-noir-vert, les couleurs respectives des trois partis). Le SPD revient sur sa position initiale qui consistait à rester dans l’opposition. L’AFD étant marginalisé et stigmatisé, Angela Merkel se tourne vers les socio-démocrates pour former ce qui devient la quatrième « grande coalition » depuis 1949.
| Période                                 | Chancelier           | Coalitions                          |
| --------------------------------------- | -------------------- | ----------------------------------- |
| 1949-1963                               | Konrad Adenauer      | CDU/CSU+FDP                         |
| 1963-1966                               | Ludwig Erhard        | CDU/CSU+FDP                         |
| 1966-1969                               | Kurt Georg Kiesinger | CDU/CSU+SPD                         |
| 1969-1974                               | Willy Brandt         | SPD+FDP                             |
| 1974-1982                               | Helmut Schmidt       | SPD+FDP                             |
| 1982-1998                               | Helmut Kohl          | CDU/CSU+FDP                         |
| 1998-2005                               | Gerhard Schröder     | SPD+DieGrüne                        |
| 2005-2009 2009-2013 2013-2017 2017-2021 | Angela Merkel        | CDU/CSU+SPD CDU/CSU+FDP CDU/CSU+SPD |
| 2021-...                                | Olaf Scholz          | Feu tricolore                       |

### France
Sous la IVe République, l’absence d’une structure de majorité, la fragilité des coalitions et la multiplicité de partis hors systèmes se sont conjuguées et ont abouti à la faiblesse des gouvernements, vingt-quatre se sont succédé en 11 ans.
À l’époque, l’étiquette partisane ne représentait pas une variable importante du jeu politique (hormis pour les grands partis comme le PCF, la SFIO et le MRP) : le jeu politique gravite autour des individus, desquels les allégeances varient selon le contexte.
Les coalitions ne diffèrent cependant pas de celles de la Ve République sur le principe. Néanmoins, ce qui fait le propre des coalitions gouvernementales sous la IVe est bien le caractère public des désaccords et rivalités.
Ainsi, en 1952, le MRP déclenche lui-même une crise politique autour de la question budgétaire et sociale pour en éviter une autre sur la politique extérieure dont un de ses dirigeants a la charge. « Robert Lecourt - “La majorité est une association de fait, provisoire, sans existence légale, constituée par lassitude après une longue vacance du pouvoir, par le groupement occasionnel et sans engagement d’aucune sorte des bulletins de vote de députés en transit vers l’opposition”. »
Sous la Ve République, l’instauration de l’élection présidentielle au suffrage universel direct a abouti à un système multipartite bipolarisé, par une présidentialisation des principaux partis politiques, et qui ne profite pas aux systèmes des coalitions politiques. Seule véritable exception, le gouvernement Michel Barnier, constitué après les élections législatives anticipées de 2024, conséquence d'une alliance post-électorale entre la majorité présidentielle sortante et Les Républicains. Le gouvernement Lionel Jospin, durant la troisième cohabitation, qui est basé sur l'alliance politique dite de gauche plurielle, ne répond pas précisément à la définition de la coalition dans le sens où l'union entre les partis s'est formée en amont du scrutin.

### Inde
Depuis l’indépendance de l’Inde le 15 aout 1947, le Congrès national indien (en anglais : Indian National Congress, CNI) est le premier parti qui dirige la nation. Les trois premiers ministres : Jawaharlal Nehru, Lal Bahadur Shastri et Indira Gandhi faisaient partie de ce parti. Le politicien Raj Narain, qui a contesté les résultats la victoire d’Indira Gandhi en 1971 dans une circonscription est le responsable de la naissance des coalitions en Inde. Celui ci l’a accusée d’irrégularité électorale. Quelques années plus tard, Gandhi est jugée coupable et interdite d’exercice d’une fonction publique pour six ans. À la suite des nouvelles élections organisées, une coalition voit le jour au niveau national sous la direction du premier ministre Moraji Desai, partisan du parti Janata (en anglais : Janata Party, JP). Faute de soutien, le gouvernement de coalition n’est pas allé jusqu’à la fin du mandat.
C’est avec les élections générales de 1989 qu’une nouvelle coalition apparaît sous le Front National qui est resté au pouvoir jusqu’en 1991. Cette coalition était composée du parti Janata Dal, Dravida Munnetra Kazhagam, Telugu Desam, Asom Gana Parishad et le Congrès. L’un des deux premiers ministres était du parti du CNI. L’élection législative suivante a réuni trois premiers ministres en deux ans et a contraint le pays de retourner aux urnes en 1998. Ce fut le parti Bharatiya Janata (BJP) qui acheva un mandat complet de cinq années dirigé par l’Alliance démocratique nationale (en anglais : National Democratic Alliance, NDA) de 1999 à 2004. De 2004 à 2014, une autre coalition, l’Alliance progressiste-unie (en angais: United Progressive alliance, UPA), dirigée par le CNI et composée de 13 partis était au pouvoir avec comme premier ministre Manmohan Singh.

### Pologne
En 1989, à la suite de l'effondrement du communisme, la Pologne abandonne le nom de République populaire, met un terme au système de parti unique (le POUP, Parti ouvrier unifié polonais) et va instaurer la IIIe République (1989-aujourd’hui), s’inspirant fortement de la IIe République de l’entre-deux-guerres. L’histoire constitutionnelle du pays est riche. La constitution du 3 mai 1791 est, après la constitution américaine de 1787, la plus ancienne constitution écrite au monde.
Celle qui régit le fonctionnement de la IIIe République et de ses institutions a été adoptée par l’Assemblée nationale (la Diète, chambre basse et le Sénat, chambre haute) en 1997. Elle instaure un régime parlementaire. Le contexte post-communiste ne permet pas l’élaboration d’une constitution dans l’immédiat (les négociations de la « table ronde » entre représentants de la République populaire, membres de l’opposition et représentants de l’Église catholique polonaise permettent toutefois la réalisation d’élections partiellement libres en 1989 puis totalement libres en 1991). Par conséquent, en 1992 est votée une « petite constitution » qui prévoit les relations entre le pouvoir exécutif et le pouvoir législatif avant que ne soit adoptée par voie parlementaire puis référendaire celle de 1997, en vigueur aujourd’hui. L’article 96 prévoit la tenue d’élections au suffrage universel direct, au mode de scrutin proportionnel plurinominal (proportionnelle d’Hondt). Le nombre de députés s’élève à 460 membres.
Depuis les premières élections libres de 1991, du fait du mode de scrutin et du paysage politique très fragmenté au long des années 1990, seul le parti Droit et Justice (PiS) a réussi à obtenir la majorité absolue à la Diète (Sejm), lors des élections de 2015, avec 235 députés élus. La gauche (AWS issue de Solidarność, les socio-démocrates du SLD) s’est progressivement effacée, cédant progressivement le pouvoir. Leur présence de plus en plus faible suivie d’une disparition totale de la Diète a profité à la bipolarisation de l’arène politique. Celle-ci voit émerger deux formations de droite qui deviennent les premiers partis de gouvernement depuis 2005 : les conservateurs du PiS (Prawo i Sprawiedliwość) et les libéraux de la PO (Platforma Obywatelska).
Les cabinets gouvernementaux ont toujours été formés par plusieurs partis afin de réunir une majorité absolue permettant au gouvernement d’avoir la confiance de la Diète (vote de confiance) pour gouverner. Lorsque les partis trouvent des terrains d’entente, les gouvernements polonais sont des gouvernements de coalition. Lorsque les partis n’arrivent pas à se mettre d’accord et refusent de former un gouvernement, le parti possédant la majorité relative à la Diète forme un gouvernement minoritaire. Ceci est arrivé assez régulièrement (à huit reprises) mais pour de courtes durées, ce type de gouvernement n’étant ni efficace ni stable.
La formation de coalition est donc inhérente à la stabilité du système politique polonais et à son mode de gouvernement. Le PSL (Polskie Stronnictwo Ludowe), parti paysan et agrarien, aura servi de force d’appui d’abord aux socio-démocrates du SLD entre 1993 et 1997 puis aux libéraux de la PO entre 2007 et 2015. Entre 2005 et 2007, le PiS s’appuiera sur “Autodéfense” (Samoobrona) et LPR (Liga Polskich Rodzin), deux partis chrétiens et conservateurs. La coalition gouvernementale finira par s’écrouler pour laisser place d’abord au gouvernement minoritaire de Jarosław Kaczyński puis enfin à la convocation de nouvelles élections qui verront l’arrivée de Donald Tusk au pouvoir. Deux mandats plus tard, en 2015, le PiS remporte la majorité absolue et gouverne de facto seul, bien que des personnalités issues de deux autres petits partis de droite soient au gouvernement (étiquetés “PiS” pendant la campagne électorale), Le statut de gouvernement de coalition est accordé au cabinet de Mateusz Morawiecki.
Grands perdants des élections de 2015, les libéraux de la Plateforme civique stagnent dans les sondages. Ils cherchent à rassembler tous les libéraux et démocrates du pays pour faire front face au PiS, dans l’optique de remporter les prochaines élections européennes puis législatives de 2019. Nous savons d’ores et déjà que l'opposition se rassemblera sous la bannière de “Koalicja Europejska”, KE (Coalition Européenne) qui regroupe entre autres la PO, le PSL, le SLD et les Verts pour les européennes. Cette coalition est le fruit de longues tractations qui ont abouti en février 2019. Il existe des divergences de fond entre ces partis mais ils se réunissent pour représenter une voix pro-européenne dans un contexte politique et institutionnel sceptique à l’égard de l’Union européenne. Il y a de grandes chances que cette coalition survive à l’été et qu’elle soit reconduite pour les législatives de fin d’année.

### Portugal
Le 4 octobre 2015, les élections législatives se tiennent au Portugal et la coalition Portugal en avant (en portugais : Portugal à Frente, Pàf) emmenée par le premier ministre Pedro Passos Coelho, regroupant le Parti social-démocrate (en portugais : Partido Social Democrata, PSD) et le CDS – Parti populaire (en portugais : CDS-Partido Popular, CDS-PP) est arrivé largement en tête. À la suite de ces résultats, le Parti Socialiste (en portugais : Partido Socialista, PS), le Bloc de gauche (en portugais : Bloco de Esquerda, BE), les Verts (en portugais : Partido Ecologista Os Verdes, PEV)et le Parti communiste (en portugais : Partido Comunista Português, PCP) ont entamé des négociations pour former un gouvernement et empêcher la coalition de droite de former un nouveau gouvernement. Après de nombreuses discussions, la coalition de gauche est créée et le 10 novembre 2015 et une motion de censure est déposée contre le gouvernement de droite. Celle ci est adoptée par le Parlement par 123 voix contre 107. C’est à la date du 24 novembre 2015 que le président de la République Aníbal Cavaco Silva nomme António Costa Premier ministre malgré une opinion générale de crainte au sein des politiciens portugais, mais également au sein de l’Europe.
En effet, la coalition de gauche au Portugal a surpris le pays et même l’Europe car elle prend place dans un pays où la division de la gauche est très ancrée. Le PS est l'un des premiers à avoir amorcé le « virage social-démocrate» et à avoir adopté des politiques de rigueur. Dès 1976, son leader Mario Soares avait repoussé les demandes « révolutionnaires » du parti communiste et des mouvements de gauche radicale. Pour appuyer cette division, il faut se souvenir qu’en 1983, le Parti Socialiste avait remporté les élections sans majorité absolue. Le parti s’était alors allié au PSD à droite au lieu de s’allier avec le PCP.
Aujourd’hui, la coalition, qu’on appelle la Coalition démocratique unitaire (en portugais : Coligação Democrática Unitária, CDU) est composée du PS, du BE, le PEV et le PCP. Le PCP est le parti le plus important de la coalition avec 8,3% des voix et 17 députés.
La coalition a montré sa volonté de redresser l’économie du Portugal et a rassuré l’Europe.

### Israël
Ne disposant pas de Constitution, la vie politique et les institutions en Israël sont encadrées par diverses Lois Fondamentales, votées au gré des gouvernements successifs. Cette absence de Constitution est connue sous le nom de résolution Harari.
Le parlement monocaméral israélien, la Knesset, est composé de 120 députés élus pour 4 ans et son système électoral à la proportionnelle rend presque impossible l’apparition d’une majorité absolue. À ce jour, un seul parti parvint à obtenir une majorité absolue, l’Alignement (alliance politique entre le Parti travailliste et le Mapam) aux élections législatives de 1969. Cette particularité oblige le Premier Ministre à former un gouvernement de coalition. Ainsi, depuis 1949, les gouvernements israéliens ont oscillé entre gouvernements de coalition et gouvernements d’union nationale. Ces gouvernements dits de coalition sont analysés par les politologues comme un jeu coopératif selon la théorie des jeux (I. Sened, 1996). Les partis ont en effet intérêt à se rassembler dans certains cas afin d’obtenir des résultats avantageux.
Les partis religieux jouent un rôle particulièrement important dans la formation de ces coalitions, étant donné leur ligne de clivage différente des partis plus traditionnels. Ils peuvent en effet aider à la formation d’un gouvernement de coalition en offrant leur soutien, ou au contraire, apparaître comme une « importante force d’éclatement, et la division fondamentale en deux camps, le clérical et l’anticlérical, peut mettre en danger la cohésion de la société aussi bien que l’évolution démocratique » (A. Etzioni, 1958). Ainsi, « tandis que la plupart des partis peuvent se classer clairement en fonction des divisions fondamentales de la société moderne, la classe ou le groupe économico-social, les partis religieux recrutent leurs adhérents dans toutes les couches de la population, qui appartiennent à l’Église sur laquelle ils s’appuient » (ibid.). Les partis religieux israéliens ont pour principal objectif de faire évoluer Israël d’un judaïsme d’appartenance à un judaïsme d’observance en appliquant à l’ensemble de la société les préceptes judaïques de la Torah. Ce sont d’ailleurs les partis religieux qui se sont massivement opposés à a rédaction d’une Constitution en 1949, ne reconnaissant pas de texte supérieur aux textes religieux.
Huit gouvernements d’union nationale sont généralement repérés en opposition aux gouvernements de coalition plus classiques. Le premier gouvernement d’union nationale est formé en 1967 lorsque Levi Eshkol intègre le Gahal au gouvernement pour répondre à la guerre des Six Jours. En effet, le Gahal est un rassemblement politique regroupant le Parti libéral et le Hérout, parti de droite opposé à la gauche de gouvernement.
Historique des coalitions depuis 1949
| Période             | Gouvernement                                                             | Coalition | Nombre de parties |
| ------------------- | ------------------------------------------------------------------------ | --- | ----------------- |
| 1949-1954           | David Ben Gourion I et II                                                | Mapaï – Front religieux uni – Partie progressiste – Communautés séfarades et orientales – Liste démocratique de Nazareth | 5                 |
| 1949-1954           | David Ben Gourion III                                                    | Mapaï – Hapoel Hamizrahi – Mizrahi – Agoudat Israel – Poale Agoudat Israel – Liste démocratique pour les Arabes israéliens – Progrès et Travail – Agriculture et Développement                                                         | 8                 |
| 1949-1954           | David Ben Gourion IV                                                     | Mapaï – Sionisme général – Partie progressiste – Hapoel Hamizrahi – Poale Agoudat Israel – Mizrahi – Liste démocratique pour les Arabes israéliens – Progrès et Travail – Agriculture et Développement                                 | 9                 |
| 1954-1955           | Moshe Sharett I                                                          | Mapaï – Sionisme général – Partie progressiste – Hapoel Hamizrahi – Poale Agoudat Israel – Liste démocratique pour les Arabes israéliens – Progrès et Travail – Agriculture et Développement                                           | 8                 |
| 1954-1955           | Moshe Sharett II                                                         | Mapaï - Hapoel Hamizrahi – Parti progressiste – Poale Agoudat Israel – Liste démocratique pour les Arabes israéliens – Progrès et Travail – Agriculture et Développement                                                               | 7                 |
| 1955-1963           | David Ben Gourion V et VI                                                | Mapaï – Mapam – Akhdut HaAvoda – Parti progressiste – Parti national religieux – Liste démocratique pour les Arabes israéliens – Progrès et Travail – Agriculture et Développement                                                     | 8                 |
| 1955-1963           | David Ben Gourion VIII                                                   | Mapaï – Mapam – Akhdut HaAvoda – Parti national religieux – Parti progressiste – Front religieux de la Torah – Agriculture et Développement – Progrès et Développement – Coopération et Fraternité                                     | 9                 |
| 1955-1963           | David Ben Gourion VIII                                                   | Mapaï – Parti national religieux – Akhdut HaAvoda – Poale Agoudat Israel – Coopération et Fraternité – Progrès et Développement | 6                 |
| 1963-1969           | Levi Eshkol I                                                            | Mapaï – Parti national religieux – Akhdut HaAvoda – Poale Agoudat Israel – Coopération et Fraternité – Progrès et Développement | 6                 |
| 1963-1969           | Levi Eshkol II                                                           | Mapaï – Parti national religieux – Akhdut HaAvoda – Poale Agoudat Israel – Coopération et Fraternité – Progrès et Développement | 6                 |
| 1963-1969           | Levi Eshkol III (Gouvernement d’union nationale à partir du 5 juin 1967) | Alignement – Parti national religieux – Mapam – Libéraux indépendants – Poale Agoudat Israel – Progrès et Développement – Coopération et Fraternité – Rafi (à partir du 5 juin 1967) – Gahal (à partir du 5 juin 1967)                 | 9                 |
| 1969-1974           | Golda Meir I (Gouvernement d’union nationale)                            | Alignement – Gahal – Parti national religieux– Libéraux indépendants – Poale Agoudat Israel – Progrès et Développement – Coopération et Fraternité                                                                                     | 7                 |
| 1969-1974           | Golda Meir II (Gouvernement d’union nationale jusqu’en 1970)             | Alignement – Gahal (jusqu’en aout 1970) – Parti national religieux– Libéraux indépendants – Progrès et Développement – Coopération et Fraternité                                                                                       | 6                 |
| 1969-1974           | Golda Meir III                                                           | Alignement – Parti national religieux – Libéraux indépendants – Progrès et Développement – Liste arabe pour les Bédouins et les Villageois                                                                                             | 5                 |
| 1974-1977           | Yitzhak Rabin I                                                          | Alignement– Parti national religieux (à partir du 30 octobre 1974) – Ratz (jusqu’au 6 novembre 1974) – Libéraux indépendants | 4                 |
| 1977-1983           | Menahem Begin I                                                          | Likoud – Parti national religieux – Agoudat Israel – Dash – Mouvement démocrate | 5                 |
| 1977-1983           | Menahem Begin II                                                         | Likoud – Parti national religieux – Agoudat Israel – Telem – Tami – Tehiya – Mouvement pour un renouveau du sionisme social | 7                 |
| 1983-1984           | Yitzhak Shamir I                                                         | Likoud – Parti national religieux – Agoudat Israel – Telem – Tami – Tehiya – Mouvement pour un renouveau du sionisme social | 7                 |
| 1984-1986           | Shimon Peres I (Gouvernement d’union nationale)                          | Alignement – Likoud – Parti national religieux– Agoudat Israel – Shas – Morasha (jusque 1986) – Shinouï (jusqu’au 26 mai 1987) – Ometz – Yahad                                                                                         | 9                 |
| 1986-1992           | Yitzhak Shamir II (Gouvernement d’union nationale)                       | Alignement – Likoud – Parti national religieux– Agoudat Israel – Shas – Morasha (jusque 1986) – Shinouï (jusqu’au 26 mai 1987) – Ometz – Yahad                                                                                         | 9                 |
| 1986-1992           | Yitzhak Shamir III (Gouvernement d’union nationale jusque 1990)          | Likoud – Alignement (jusqu’au 15 mars 1990) – Parti national religieux– Shas – Agoudat Israel – Degel HaTorah | 6                 |
| 1986-1992           | Yitzhak Shamir IV                                                        | Likoud – Parti national religieux – Shas – Agoudat Israel – Degel HaTorah – Nouveau parti libéral – Tehiya – Tsomet – Moledet – Unité pour la Paix et l’Immigration – Geulat Israel (formé par un ancien membre d’Agoudat Israel)      | 11                |
| 1992-1995           | Yitzhak Rabin II                                                         | Parti travailliste – Meretz – Shas (jusqu’au 14 septembre 1993) – Yiud (à partir du 9 janvier 1994) | 4                 |
| 1995-1996           | Shimon Peres II                                                          | Parti travailliste – Meretz – Yiud | 3                 |
| 1996-1999           | Benjamin Netanyahou I                                                    | Likoud – Gesher – Tsomet – Shas – Troisième Voie – Yisrael Ba’aliyah – Judaïsme unifié de la Torah – Parti national religieux | 8                 |
| 1999-2001           | Ehud Barak I                                                             | Un Israël – Shas – Meretz – Yisrael Ba’aliyah – Parti du centre – Parti national religieux – Judaïsme unifié de la Torah (jusqu’en septembre 1999)                                                                                     | 7                 |
| 2001-2003 2003-2006 | Ariel Sharon I (Gouvernement d’union nationale)                          | Likoud – Parti travailliste-Meimad (jusqu’au 2 novembre 2002) – Shas – Parti du centre – Judaïsme unifié de la Torah – Yisrael Ba’aliyah – Parti national religieux – Gesher – Union nationale – Israel Beytenou – Nouvelle voie -     | 11                |
| 2001-2003 2003-2006 | Ariel Sharon II                                                          | Likoud – Union nationale (jusqu’au 6 juin 2004) – Parti national religieux (jusqu’au 11 novembre 2004) – Shinouï (jusqu’au 4 décembre 2004) – Parti travailliste-Meimad (pendant l’année 2005) – Kadima (à partir du 23 novembre 2005) | 6                 |
| 2006-2009           | Ehud Olmert I                                                            | Kadima – Parti travailliste – Shas – Gil – Israel Beytenou (de 2006 à 2008) | 5                 |
| 2009-2019           | Benjamin Netanyahou II (Gouvernement d’union nationale de 2009 à 2011)   | Likoud – Israel Beytenou – Shas – Parti travailliste (jusque janvier 2011) – Foyer juif – Judaïsme unifié de la Torah (à partir d’avril 2009) – Indépendance (à partir de janvier 2011) – Kadima (de mai à juillet 2012)               | 8                 |
| 2009-2019           | Benjamin Netanyahou III                                                  | Likoud – Israel Beytenou – Foyer juif – Yesh Atid – Hatnuah | 5                 |
| 2009-2019           | Benjamin Netanyahou IV                                                   | Likoud – Judaïsme unifié de la Torah – Koulanou – Foyer juif – Shas – Israel Beytenou (jusque novembre 2018) – Nouvelle droite (depuis le 29 décembre 2018)                                                                            | 7                 |